# قاعة غنغناكبوجون
قاعة غُنغناكبوجون (بالكورية: 강진 무위사 극락보전) هي الكنز الوطني لكوريا الجنوبية رقم 13.

## التاريخ والوصف
بُنيت القاعة في سنة 1430 (السنة الثانية عشر من حكم الملك سيجونغ) لتكون أقدم أجزاء معبد مويسا. المسافة بين أعمدة القاعة هي 3 كان (الكان هي وحدة قياس المسافة بين عمودين) من الأمام و3 كان من الجوانب. للقاعة سقف على شكل جملون. للقاعة أيضاً إفريز على شكل أقواس على الأعمدة الساندة والتي تكون سميكة في المنتصف ودائرية.

## معرض الصور

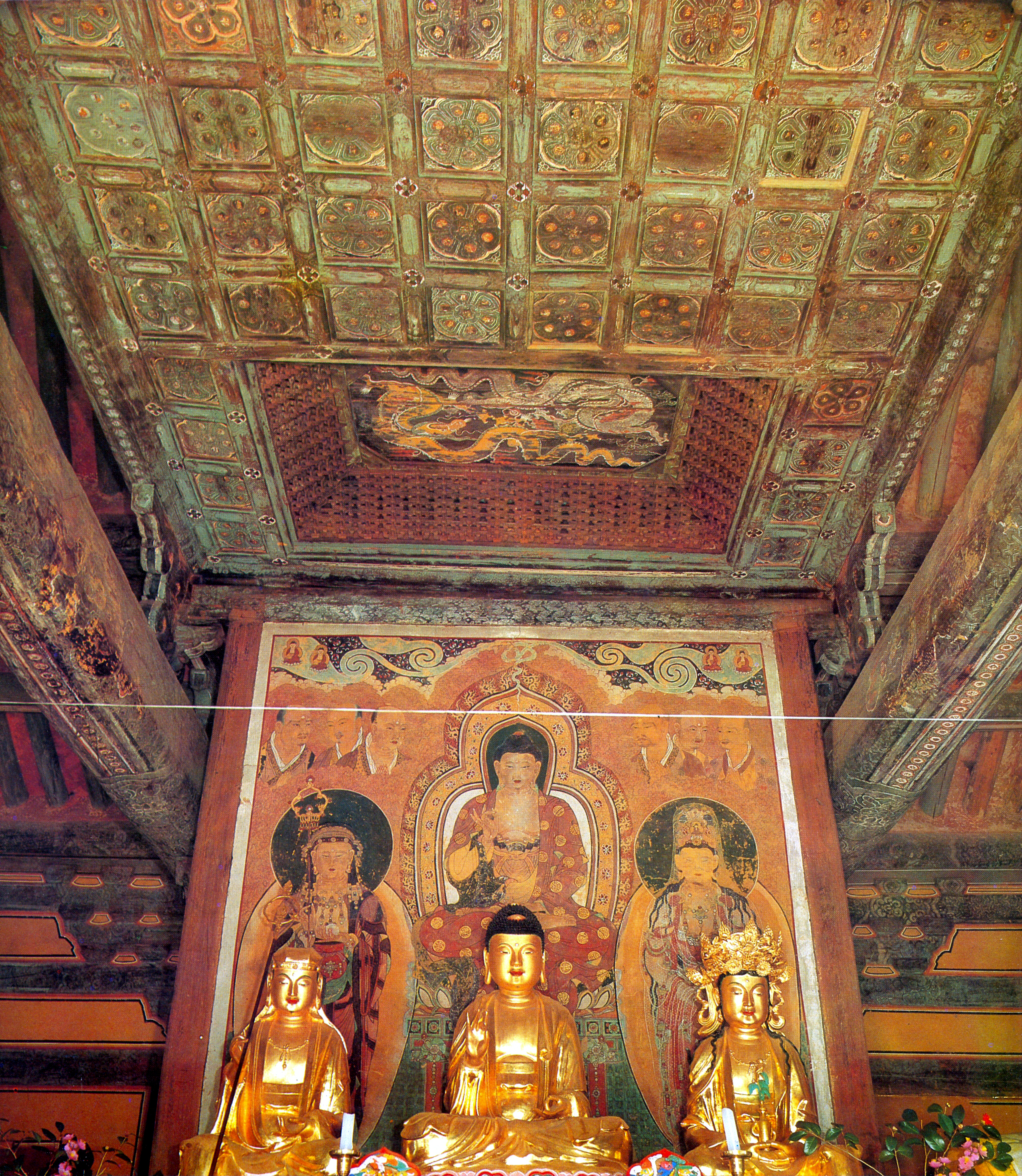
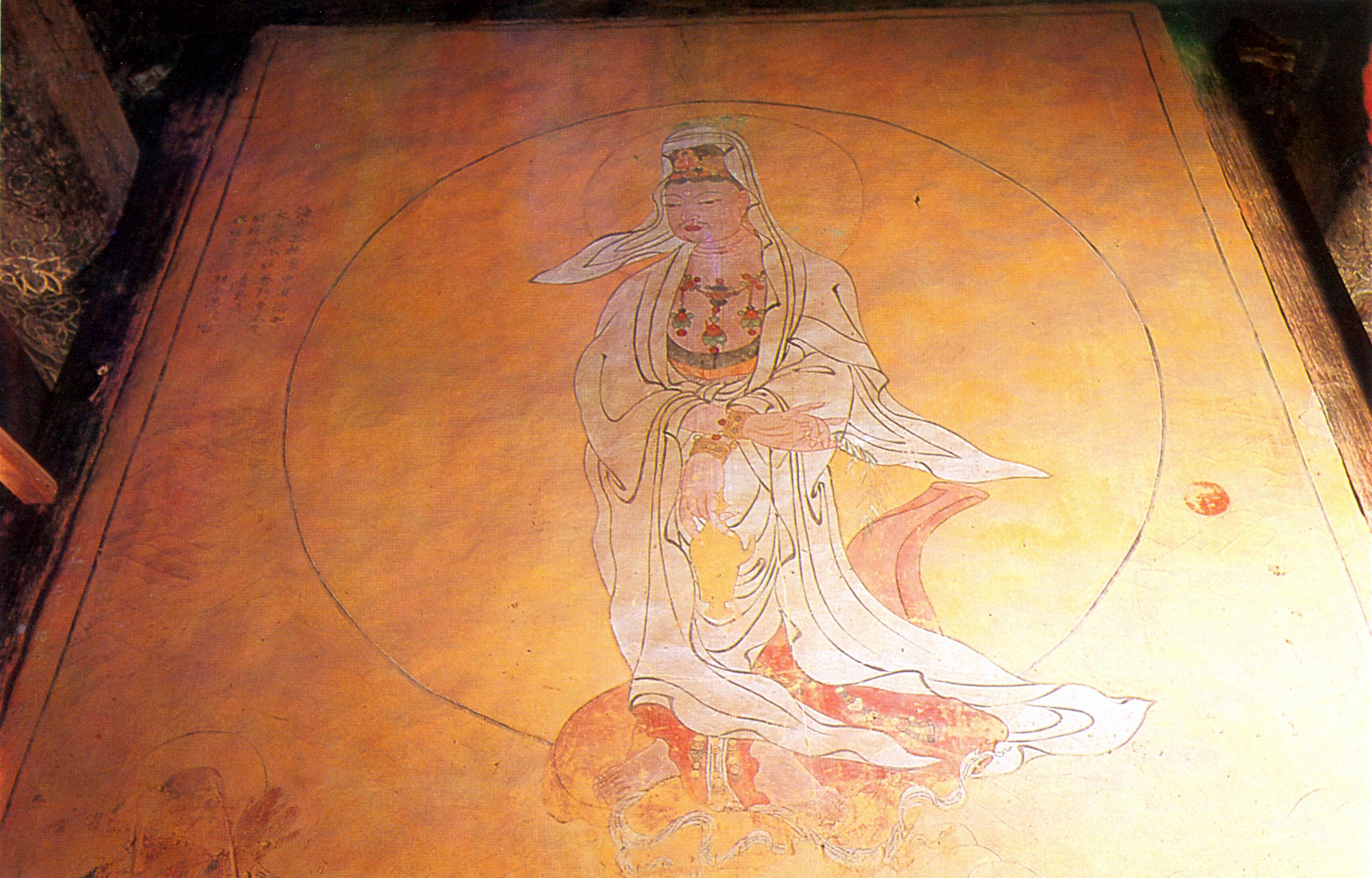
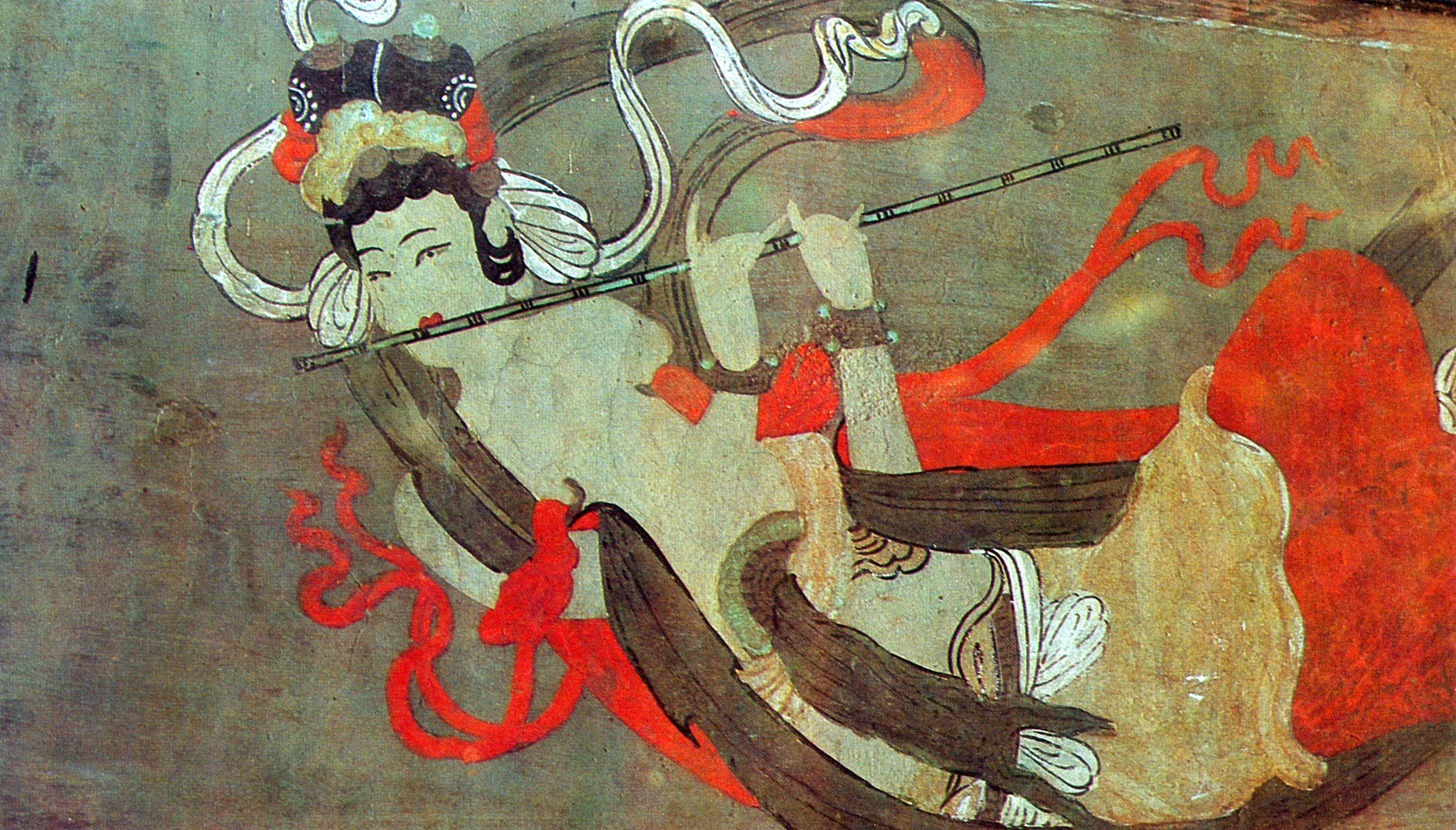
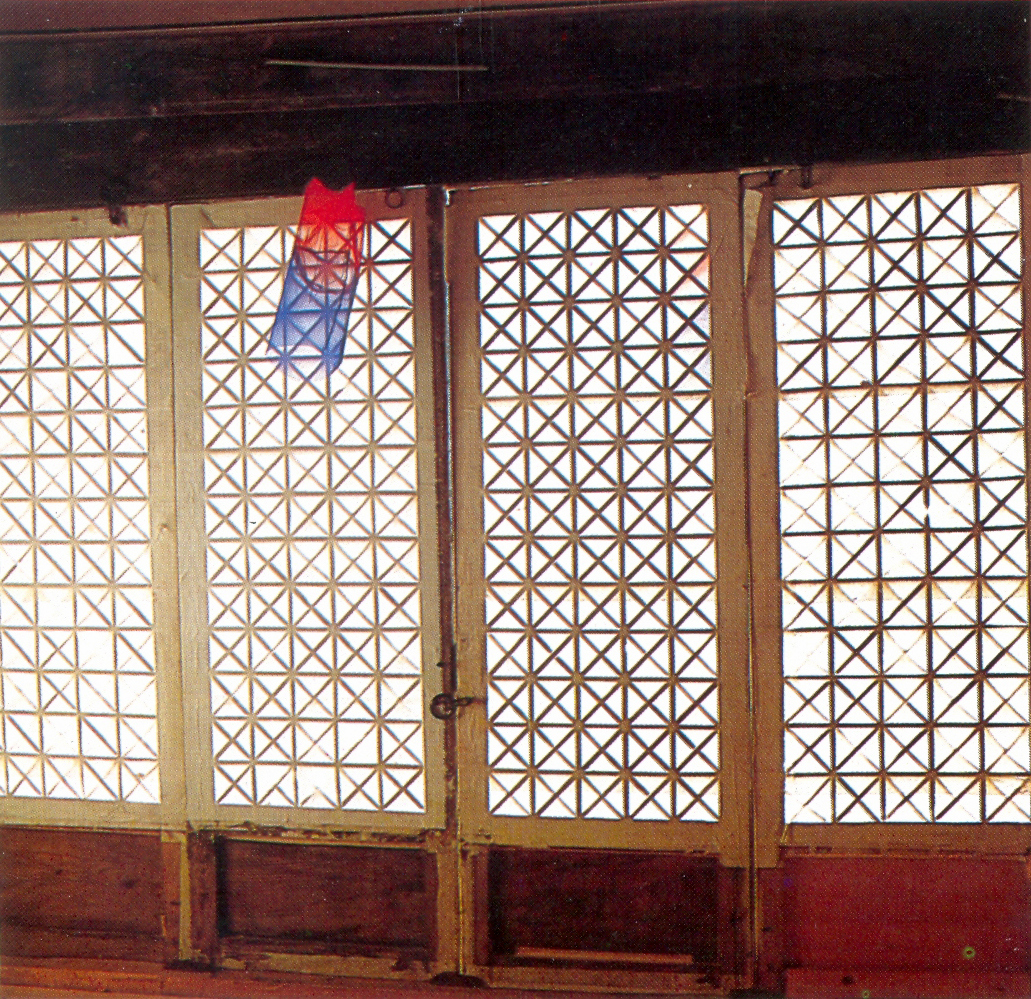
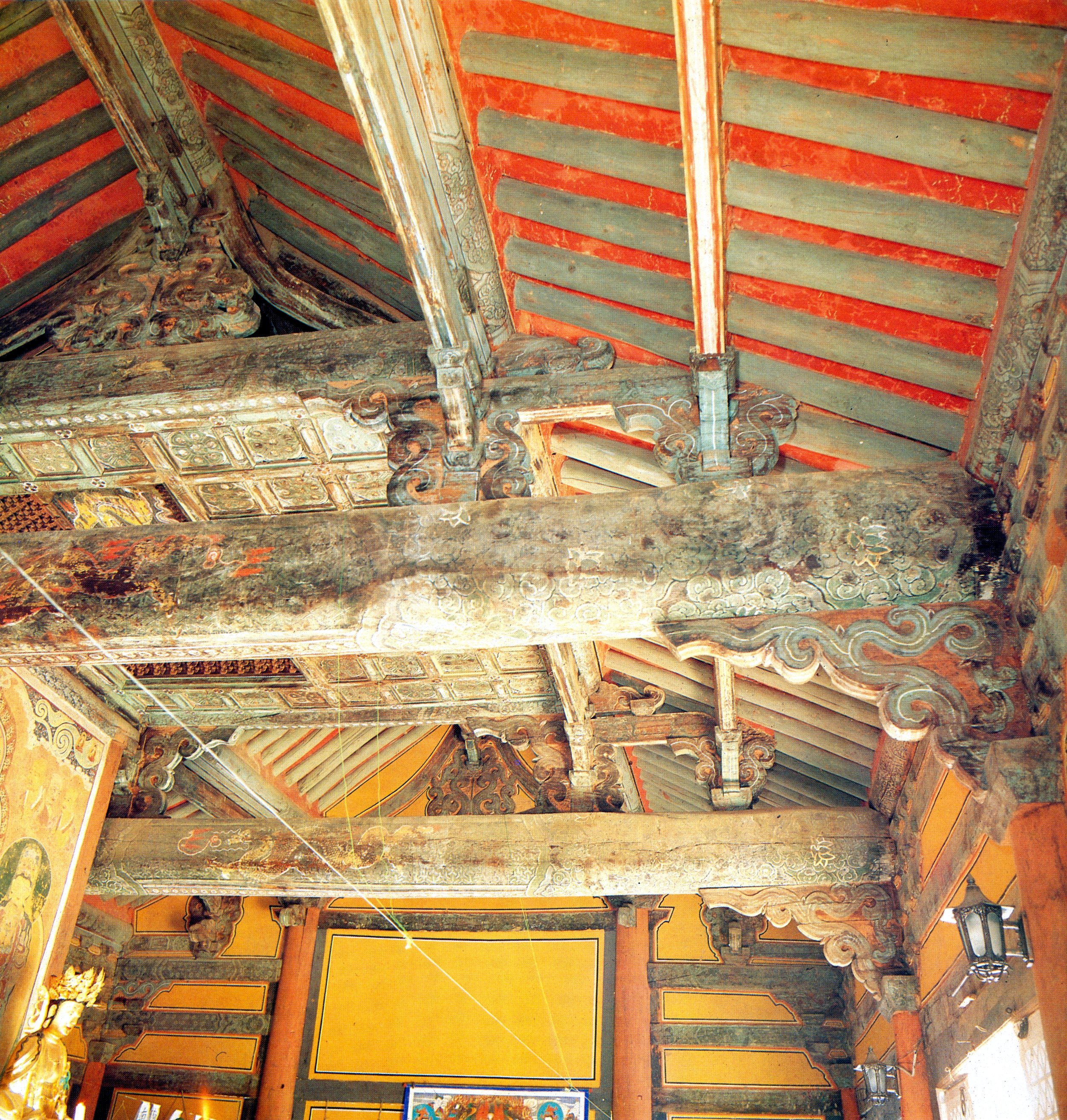
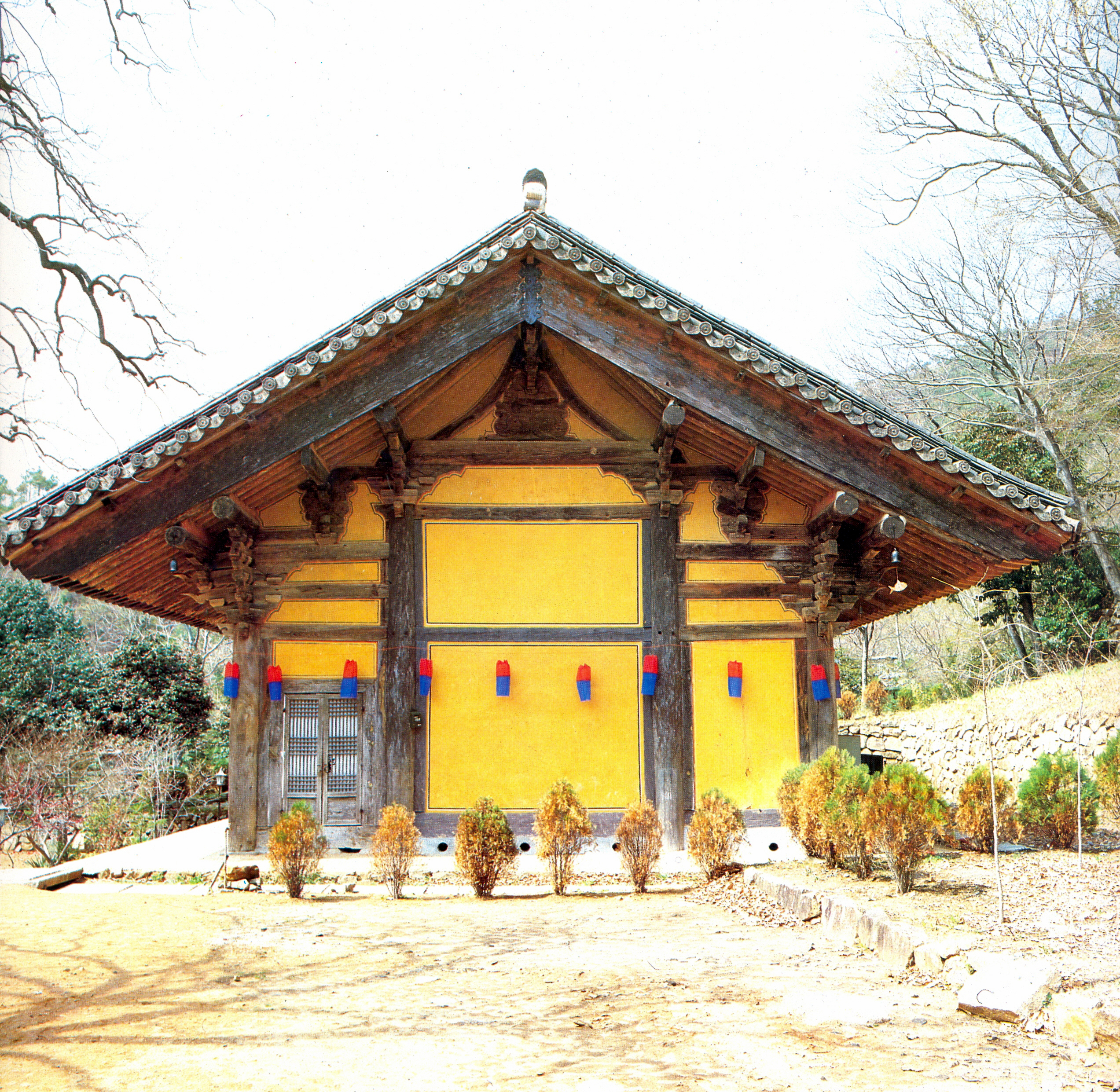
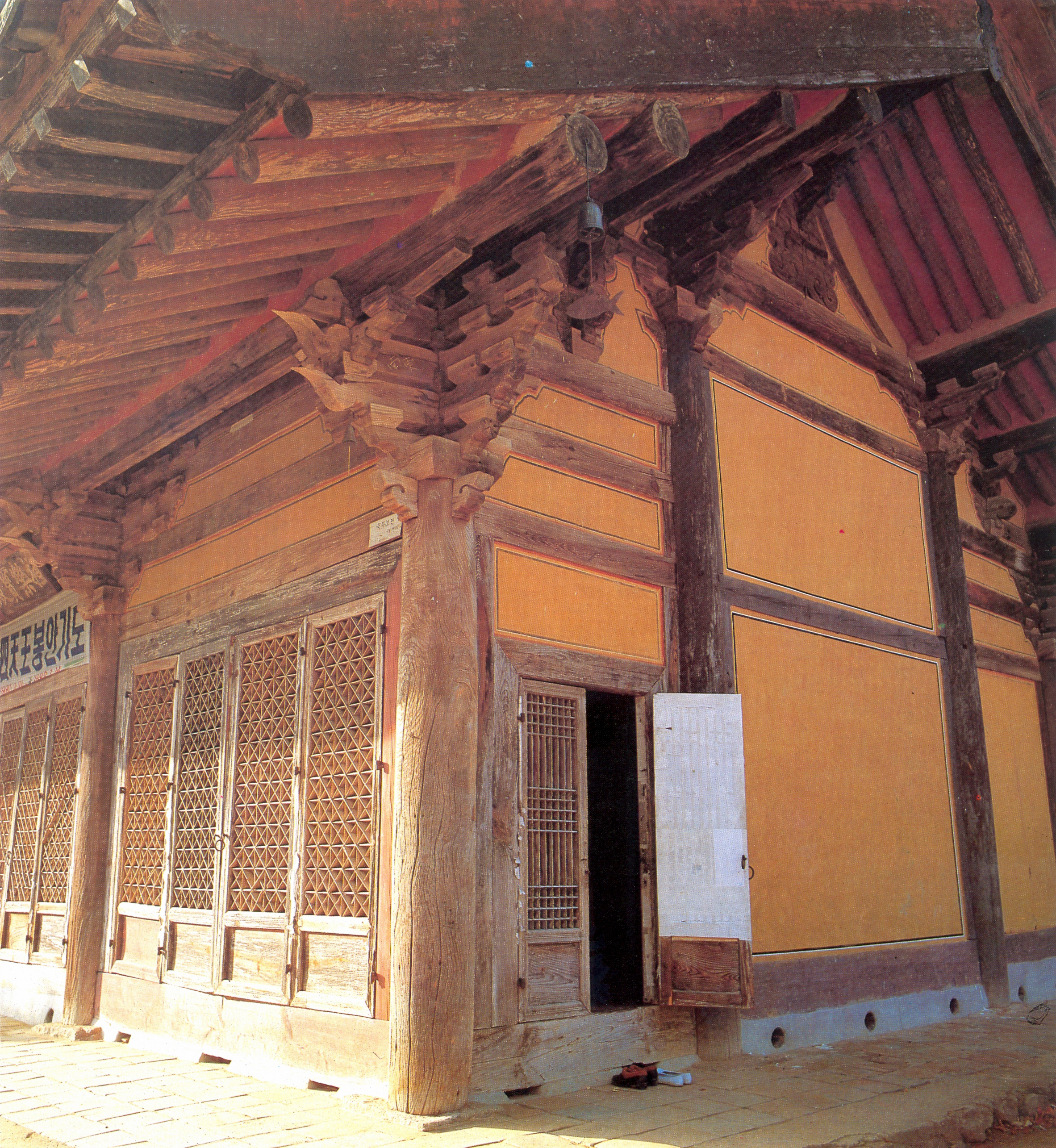
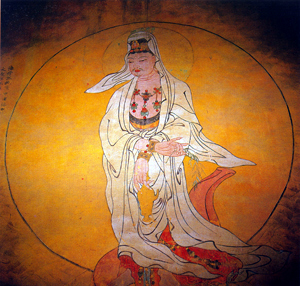